# Albert Unseld
Albert Unseld (* 5. Oktober 1879 in Ulm; † 23. Juli 1964 ebenda) war ein deutscher Architekt und Maler.

## Werdegang
Nach seinem Abitur 1898 an der Oberrealschule in Ulm studierte Unseld drei Jahre Architektur an der Technischen Hochschule Stuttgart, unter anderem bei Gustav Halmhuber, daneben besuchte er auch einen Malkurs bei Adolph Treidler (1846–1905). 1901 folgten das erste Staatsexamen und die Goldene Medaille der Technischen Hochschule Stuttgart für den Entwurf zur Innendekoration eines Künstlerhauses. Eine erste Ausstellung fand im Kunstverein Stuttgart statt. Von 1902 bis 1906 war er Assistent von Paul Wallot an der Kunstakademie Dresden sowie Maler-Schüler von Gotthardt Kuehl und Eugen Bracht. 1904 reiste er zum ersten Mal nach Paris. 1906 ging er auf eine einjährige Studienreise durch die Schweiz, Italien, Frankreich und die Niederlande. Später bestand er das zweite Staatsexamen und wurde zum Leiter der neuen Fachschule für Bauhandwerk in Biberach an der Riß berufen. 1919 war er Mitbegründer der Künstlergilde Ulm. 1928 reiste er nach Dalmatien. 1930 bis 1936 war er Mitglied des Deutschen Künstlerbundes und schloss Freundschaft mit dem Maler Paul Kleinschmidt. 1932 folgte die zweite Reise nach Dalmatien. 1946 bis 1956 war er Abgeordneter der Freien Wähler im Ulmer Gemeinderat, Leiter des Archäologischen Büros und Mitarbeiter beim Wiederaufbau der Stadt Ulm. 1953 reiste er in die Schweiz und 1958 nach Ägypten. 1964 bekam er die Ehrenmedaille der Stadt Ulm verliehen; Ausstellungen fanden in München, Berlin, Dresden, Ulm, Essen, Wien, Stuttgart und Reutlingen statt.